# Pico Naiguatá
Il Pico Naiguatà è la montagna più elevata della cordigliera montuosa dell'Avila che separa Caracas dal mare, con un'altitudine di 2.765 mt s.l.m e con una prominenza di 2.455 mt s.l.m. Il rilievo è ricoperto da una fitta vegetazione arborea tropicale ed è disabitato, in forte contrasto con la distesa di cemento e l'antropizzazione della metropoli Caracas, capitale del Venezuela.